# Сан Манго сул Калоре
Сан Ма̀нго сул Кало̀ре (на италиански: San Mango sul Calore) е село и община в Южна Италия, провинция Авелино, регион Кампания. Разположено е на 470 m надморска височина. Населението на общината е 1210 души (към 2010 г.).